# 통계 (롤플레잉 게임)
롤플레잉 게임의 통계(statistic) 또는 스탯(stat)은 가상 캐릭터의 특정 측면을 나타내는 데이터이다. 한국에서는 stat을 status의 약자로 알고있는 경우가 많다. 이 데이터는 일반적으로 (단위 없는) 정수이거나 어떤 경우에는 주사위 세트이다.

## 같이 보기
- 능력치
- 스탯